# ISSN
L'ISSN (International Standard Serial Number) és un codi internacional d'identificació de revistes, diaris, etc. Va ser promogut el 1971 per l'ISO (International Organization for Standardization) en el marc del Programa UNISIST (United Nations Information System in Science and Technologyde) de la UNESCO per tal d'identificar correctament les publicacions seriades. Està normalitzat pel text ISO 3297, creat el 1975. L'ISBN és un identificador similar que serveix per identificar els llibres o publicacions de volum únic.
El 1978 es va crear el Centro Español del ISSN. Actualment està integrat dins del Departament de Control Bibliogràfic de la Biblioteca Nacional d'Espanya, que és qui designa l'ISSN per a les publicacions seriades editades a Espanya, excepte a Catalunya, on és gestionat per la Biblioteca de Catalunya.
L'ISSN està format pel codi alfabètic "ISSN" seguit de dos grups de 4 dígits separats per un guió. Les primeres xifres indiquen el tipus de publicació, les centrals són el codi concret d'aquella revista o diari i s'acaba amb un dígit de control generat segons un algoritme que té en compte les xifres del codi central.